# Vic Wild
Vic Wild (n. 23 august 1986, White Salmon⁠(d), Washington, SUA) este un sportiv ce a reprezentat Statele Unite ale Americii, medaliat olimpic. A participat la o ediție a Jocurilor Olimpice (2014) în care a câștigat două medalii de aur.